# John H. Van Vliet

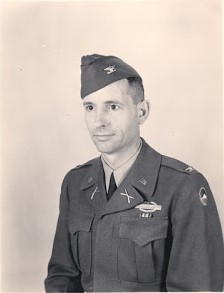
John H. Van Vliet (um 1952)

John Huff Van Vliet Jr. (* 9. November 1914 in Texas City, Texas; † 2. Februar 2000 in Atlanta, Georgia) war ein US-amerikanischer Heeresoffizier, der im April 1943 als Kriegsgefangener von der Wehrmacht als Zeuge zu den offengelegten Massengräbern von Katyn gebracht worden war. Die Kontroverse über seinen Katyn-Bericht („Van Vliet Report“) führte 1951 zur Einrichtung eines Untersuchungsausschusses des US-Kongresses (Madden-Kommission).

## Leben
Van Vliet stammte aus einer Offiziersfamilie. Sowohl sein Urgroßvater, der während des Amerikanischen Bürgerkriegs zum General der Unionstruppen befördert worden war, als auch sein Großvater und sein Vater hatten die Offiziersakademie von West Point erfolgreich absolviert. Er selbst erhielt dort in vierter Generation 1937 das Offizierspatent. Die folgenden drei Jahre diente er in einem Infanterieregiment.
Im September 1941 wurde er als militärischer Beobachter nach Großbritannien versetzt. Dort traf seine Einheit die Kriegserklärung des Deutschen Reichs an die USA am 11. Dezember 1941. Als Bataillonskommandeur im Range eines Oberstleutnants nahm er Ende 1942 an den englisch-amerikanischen Operationen in Tunesien gegen das deutsche Afrikakorps unter Generalfeldmarschall Erwin Rommel teil. Am 17. Februar 1943 geriet er bei Tunis in deutsche Kriegsgefangenschaft. Mit anderen Offizieren der Westalliierten wurde er in das Oflag IX A/Z in Rotenburg an der Fulda gebracht.
Im Juni 1943 wurde Van Vliet in das Oflag 64 nach Altburgund unweit der damals an das Deutsche Reich angeschlossenen Großstadt Bromberg verlegt. Über ein heimlich im Lager gebautes provisorisches Funkgerät nahm er mittels eines zuvor vereinbarten Codeverfahrens Kontakt mit der Abteilung X des Militärgeheimdienstes MIS auf, die von Großbritannien aus Aktionen zur Befreiung von Kriegsgefangenen koordinierte. Er unterrichtete MIS-X von den Vorbereitungen zum Fluchtversuch, die Army Air Forces sollten ein Flugzeug schicken, das die Geflohenen aufnimmt. Den Landeplatz sollte die polnische Untergrundarmee AK sichern. Nach Van Vliets Angaben sollten die Gefangenen über einen heimlich gegrabenen Tunnel fliehen. Doch wurde der Plan nicht realisiert. Sein Lager wurde am 6. Mai 1945 von der Roten Armee befreit.
Nach dem Krieg tat er Dienst an verschiedenen Standorten in den USA. Im Spätsommer 1950 kam er als stellvertretender Kommandeur eines Infanterieregiments im Koreakrieg zum Einsatz. 1951 wurde er in die USA zurückbeordert, er übernahm Kommandoposten im Nachschubwesen. Seine militärische Karriere beendete er im Range eines Obersten. Seinen Lebensabend verbrachte er in Clearwater in Florida.

## Rolle in der Causa Katyn
Nach der Entdeckung der Massengräber im Wald von Katyn im März 1943 bekam die Wehrmacht den Auftrag, drei britische und einen amerikanischen General, die den Deutschen in die Hände gefallen waren, als Zeugen dorthin zu bringen. Ihnen sollten deutsche und polnische Experten darlegen, dass die polnischen Offiziere in den Massengräbern vom sowjetischen Geheimdienst NKWD ermordet worden seien. Doch die vier Generäle lehnten unter Berufung auf die Genfer Kriegsgefangenenkonvention ab.
Schließlich fiel die Wahl auf einen britischen Oberst namens Frank Stevenson und Van Vliet unter den kriegsgefangenen Offizieren aus den Truppen der Westalliierten. Hinzu kamen der amerikanische Hauptmann Donald B. Stewart und der britische Militärarzt Stanley Gilder. Überdies gehörten der achtköpfigen Gruppe drei Mannschaftssoldaten sowie ein englischer Zivilist an, den die Deutschen auf der Kanalinsel Guernsey festgenommen hatten. Die Kanalinseln waren das einzige britische Territorium, das unter deutsche Kontrolle geraten war. Van Vliet gab bei seinem deutschen Lagerkommandanten zu Protokoll, dass er nur unter Protest und lediglich als Privatperson an der Reise teilnehme. Er lehnte es nach seiner eigenen Schilderung auch ab, sein Ehrenwort zu geben, dass er keinen Fluchtversuch unternehme.
In Smolensk besichtigten die Amerikaner und die Briten die teilweise zerstörte Innenstadt. Wie sie später übereinstimmend berichteten, waren sie alle vor der Ankunft in Katyn davon überzeugt, dass es sich um einen Versuch der Deutschen handle, ihre eigene Täterschaft zu verschleiern. Doch dann machten sie eine Beobachtung, die sie ihre Meinung ändern ließ: Die Uniformen und die Stiefel der ermordeten Polen waren durchweg in gutem Zustand. Sie schlossen daraus, dass die Polen „vor ihrem Tod nicht lange Gefangene gewesen sein können. … Die Stiefel waren kaum getragen, sie zeigten kaum Spuren von Abnutzung.“ Sie sahen darin ein wichtiges Indiz für die Richtigkeit der deutschen Version, nach der die Polen 1940 von den Sowjets ermordet worden seien.
Van Vliet informierte über Funksprüche, die er heimlich aus dem Oflag absetzte, den Militärgeheimdienst MIS kurz über die Reise nach Katyn einschließlich der Schlussfolgerung, dass die Sowjets offensichtlich die Täter gewesen seien. Die Informationen darüber wurden aber nicht an das Verteidigungsministerium weitergeleitet. Hinweise dazu wurden erst 2012 nach Freigabe von Aktenbeständen der US-Army entdeckt. Die US-Vertretung in Bern erfuhr im September 1943 von den Schweizer Behörden von der Reise der kriegsgefangenen alliierten Offiziere nach Katyn. Die Schweiz war Schutzmacht der USA gegenüber dem Deutschen Reich, schweizerische Diplomaten besuchten von der Wehrmacht eingerichtete Offizierslager mit amerikanischen Kriegsgefangenen. Doch erfuhren die US-Behörden damals nicht, wie Van Vliet den Fall Katyn einschätzte.
Wenige Tage nach seiner Freilassung zum Kriegsende erreichte Van Vliet ein amerikanisches Truppenkommando in Leipzig. Dort berichtete er kurz über seine Reise nach Katyn mit der Schlussfolgerung, dass nach seiner Ansicht die Sowjets, somit die Verbündeten der USA, die Täter seien. Er wurde daraufhin zum Hauptquartier der US-Truppen in Europa in das französische Reims gebracht, wo er am 10. Mai 1945 einen ersten knappen Bericht über seine Katyn-Reise verfasste.
Aus Paris wurde er zu weiterer Befragung zum Pentagon nach Washington geflogen. Dort verfasste er am 22. Mai 1945 seinen offiziellen Dienstbericht für das US-Verteidigungsministerium über seine Beobachtungen in Katyn. Generalmajor Clayton Bissell, als Nachrichtenoffizier des Generalstabschefs George C. Marshall verantwortlich, stufte den Bericht als geheim ein. Bissell gab Van Vliet den dienstlichen Befehl, darüber Stillschweigen zu bewahren. Die amerikanische Öffentlichkeit sollte nicht erfahren, dass US-Offiziere nach einer Besichtigung der Massengräber von Katyn von einer sowjetischen Täterschaft überzeugt waren.
Über den Bericht Van Vliets wurde nicht einmal der US-Militärgeheimdienst CIC informiert. CIC-Offiziere berichteten 1948 aus Nürnberg, dass ihnen ein ehemaliger Dolmetscher der Wehrmacht von der Reise der amerikanischen und britischen Offiziere nach Katyn berichtet habe. Für den CIC in Nürnberg war dies eine so sensationelle Nachricht, dass sie umgehend nach Washington gemeldet wurde.
1948 erfuhr der Journalist Julius Epstein von der Reise Van Vliets und der anderen Kriegsgefangenen nach Katyn. Als er bei den US-Behörden nach dem Bericht fragte, erhielt er die Auskunft, dass ein derartiges Dokument von keinem Behördenregister erfasst sei. Epstein kam zum Ergebnis, dass die Informationen über Katyn systematisch der amerikanischen Öffentlichkeit vorenthalten bleiben sollten. Über seine Recherchen in der Causa Van Vliet verfasste er Berichte für die „New York Herald Tribune“ (3./4. Juni 1949) und die Hamburger Wochenzeitung „Die Zeit“. Zwei Jahre später folgte eine 15-seitige Broschüre unter dem Titel „Das Geheimnis des Van Vliet-Reports“, herausgegeben vom Polish American Congress, dem Dachverband der polnischen Emigranten in Chicago.
Der Führung des Verbandes gelang es, den demokratischen Kongressabgeordneten Ray J. Madden, in dessen Wahlkreis viele polnische Emigranten wohnten, für den Fall zu interessieren. Madden bekam im Repräsentantenhaus der Vereinigten Staaten eine Mehrheit für die Einsetzung eines Ausschusses, der den Umgang der US-Administration und der US Army mit den Nachrichten über Katyn untersuchen sollte.
Zu dem Zeitpunkt, als die Madden-Kommission am 11. Oktober 1951 ihre Arbeit aufnahm, war Van Vliet im Koreakrieg eingesetzt. Als er die Vorladung zu der Kommission erhielt, wurde er unverzüglich aus dem Kriegsgebiet abberufen: Man wollte auf keinen Fall das Risiko eingehen, dass er als wichtiger Zeuge in Gefangenschaft der Kommunisten geriet. Van Vliet legte bei seiner Befragung durch die Kommission in Washington dar, dass er am 11. Mai 1950 einen weiteren Bericht zu seinen Beobachtungen an den Massengräbern verfasst hatte, doch sei dieser ebenfalls als geheim eingestuft worden. Am 18. September 1950 veröffentlichte das Pentagon diesen zweiten offiziellen Bericht Van Vliets.
Die Madden-Kommission befragte auch die Offiziere der US Army, denen Van Vliet seinen ersten verschwundenen Bericht übergeben hatte, darunter General Bissell. Nach dessen Worten hätten die Darlegungen Van Vliets das amerikanisch-sowjetische Bündnis gefährden können. Bissell gab an, er habe ihn an das State Department weitergeleitet. Die Untersuchungen ergaben allerdings, dass er auch dort nicht registriert war. So konnte die Madden-Kommission den Verbleib des Van Vliet-Reports vom 22. Mai 1945 nicht feststellen.

## Nachleben
Erst sechs Jahrzehnte nach der Madden-Kommission, in den Jahren 2013 und 2014, gab das National Declassification Center in Washington große Aktenbestände dazu frei. Ein Teil der Dokumente ist der Suche nach dem verschwundenen Dienstbericht Van Vliets gewidmet. Sein allererster noch in Frankreich am 10. Mai 1945 entstandener Bericht, Vorläufer des knapp zwei Wochen später im Pentagon verfassten und wesentlich ausführlicheren Reports für das Pentagon, wurde dabei zufällig gefunden, er befand sich unter den Akten der amerikanischen Botschaft in Paris.
2015 zeichnete der polnische Staatspräsident Bronisław Komorowski Van Vliet posthum mit dem Offizierskreuz für Verdienste um die Republik Polen aus. Die Auszeichnung nahmen Verwandte Van Vliets entgegen.